# Kinga Maculewicz
Kinga Maculewicz, a także Kinga Maculewicz De La Fuente (ur. 5 maja 1978 w Krakowie) – francuska siatkarka pochodzenia polskiego, reprezentantka Francji, grająca na pozycji środkowej bloku. W sezonie 2010/2011 zawodniczka Atomu Trefla Sopot.

## Życiorys
Kinga jest córką byłej siatkarki krakowskiej Wisły Krystyny Maculewicz i byłego piłkarza reprezentacji Polski Henryka Maculewicza, biologicznym ojcem sportsmenki jest jednak trener siatkarski Andrzej Niemczyk. Jej mężem jest siatkarz reprezentacji Hiszpanii Enrique De La Fuente.
Przed sezonem 2011/2012 zawiesiła karierę siatkarską.

## Kluby
- 1994–1999 RC Cannes
- 1999–2003 Johnson Matthey Spezzano
- 2003–2005 Infotel Forli
- 2005–2007 Scavolini Pesaro
- 2007–2008 Icaro Alaro Mallorca
- 2008–2010 Vakıfbank Güneş Sigorta Stambuł
- 2010–2011 Atom Trefl Sopot

## Sukcesy
- 1995, 1996, 1998, 1999 –  Mistrzostwo Francji
- 1997 –  Wicemistrzostwo Francji
- 1996, 1997, 1998, 1999 –  Puchar Francji
- 2006 –  Puchar CEV
- 2006 –  Superpuchar Włoch
- 2008 –  Wicemistrzostwo Hiszpanii
- 2010 –  Wicemistrzostwo Turcji
- 2011 –  Wicemistrzostwo Polski